# RunSignup
RunSignup — веб-платформа для создания и участия в различных физкультурных и спортивных мероприятий. Платформа поддерживает такие виды спорта, как бег, велосипедный спорт, спортивная ходьба, триатлон и другие. Эта платформа предоставляет организаторам спортивных мероприятий свою CRM-систему (система управления взаимоотношениями с клиентами), рекламные инструменты, регистрацию участников и сбор с них взносов за участие, а также программное обеспечение RaceDay, включающее в себя приложение для участников спортивных мероприятий RaceJoy  и систему для подсчета результатов RaceDay Scoring.
RunSignup является партнером таких спортивных мероприятий как:
- Бойлермейкерский забег[англ.][3][4][5]
- Спортивный фестиваль Фонда Боба Крима[англ.][6][7]
- Филадельфийский марафон [8][9]

## История
Весной 2018 года было объявлено о интеграции платформы с социальной сетью для спортсменов Strava, мероприятия RunSignUp стали появляться в календаре гонок этой социальной сети, а участник мероприятий смогли регистрироваться на забеги через аккаунт в социальной сети Strava .
Во время всемирной пандемии COVID-19 многие забеги были отменены организаторами в связи с риском заражения участников , однако, любители бегового спорта, оставшись дома в рамках самоизоляции и картина, стали создавать виртуальные благотворительные забеги в поддержку пострадавших людей от пандемии COVID-19 . Одной из таких платформ стала RunSignup . Такие виртуальные забеги проводились и до пандемии, но во время пандемии стало популярно, ведь это позволяет не собираться в одном месте. Участники могут индивидуально преодолеть дистанцию забега в любое удобное для них время  в любом удобном для них месте, после чего участники отправляют организаторам данные приложения которое следит за изменением gps-сигналов, после чего организаторы   заносят их в общую таблицу результатов забега .

## Внешние ссылки
- Официальный веб-сайт